# Château de Potelières
Le château de Potelières est un château situé dans le village de Potelières, dans les Cévennes gardoises.

## Histoire

Armoiries de la famille de Bérard de Montalet.

Le château est édifié en 1360 par Guillaume Bérard, seigneur de Potelières ; il n'est alors qu'un « carré de logis flanqué de quatre tours rondes. » Il est incendié en 1564 par des Camisards, puis reconstruit. Il fut remanié et agrandi à partir de 1785, lors du mariage d'Alix-Marie-Charlotte de Bérard de Montalet, fille du marquis de Montalet, avec le neveu du Bailly de Suffren, Louis-Victor de Suffren de Saint-Tropez. Il reste dans la famille de Bérard de Montalet jusqu'à la mort de son dernier membre en 1901. Abandonné par la suite, il est revendu. 
Le 13 juillet 1933, le château contenant des objets d'art de très grande valeur, est cambriolé, en l'absence de sa propriétaire Mlle Gouldens, habitant Paris. Le château a appartenu au président de la République Albert Lebrun, puis à son fils. En 1998, M. et Mme Audin en font l'acquisition.

## Description
Les grille et porte d'entrée sont toutes deux ornées des armoiries des anciens propriétaires, la famille de Bérard de Montalet. Le château est flanqué de deux tours rondes, et de deux tours rectangulaires, construites au XVIIIe siècle pour remplacer les anciennes tours détruites durant les guerres de religion. La porte d'entrée est surélevée par rapport au sol ; on y accède par un escalier à double révolution et rampe à balustrade, qui évoque l'escalier en fer à cheval de Fontainebleau.